# NCS 13-15
De serie NCS 13-15 was een serie sneltreinstoomlocomotieven van de Nederlandsche Centraal-Spoorweg-Maatschappij (NCS), ingezet tussen 1872 en 1912.
Met het toenemen van het goederenverkeer kreeg de NCS aan het eind van de jaren 1860 de behoefte aan nieuwe locomotieven. In 1871 werd bij de fabriek van Robert Stephenson and Company in Newcastle een drietal locomotieven besteld, welke in 1872 als NCS 13-15 in dienst werden gesteld. De locomotieven vertoonden grote gelijkenis met de NCS 1-12, maar zwaarder en groter. Ook was de stoomspanning verhoogd tot 8,3 kg/cm2. De locomotieven waren tevens voorzien van namen, respectievelijk De Watergeus, De Zwijger en Brielle.
In 1883 werd de 13 door de Nederlandsche Stoomboot Maatschappij in Rotterdam voorzien van een nieuwe ketel en een nieuw machinistenhuis, waarbij ook de lengte toenam. De stoomspanning werd verhoogd tot 9,3 kg/cm2. Bij deze verbouwing werd de locomotief tevens voorzien van een Westinghouserem. In 1892 werden de 14 en 15 in de eigen werkplaats in Utrecht verbouwd.
De 14 en 15 werden in 1911 buiten dienst gesteld, gevolgd door de 13 in 1912.

## Overzicht
| Fabrieksnummer | Naam         | NCS nummer | In dienst | Verbouwd | Uit dienst |
| -------------- | ------------ | ---------- | --------- | -------- | ---------- |
| 2018           | De Watergeus | 13         | 1872      | 1883     | 1912       |
| 2019           | De Zwijger   | 14         | 1872      | 1892     | 1911       |
| 2020           | Brielle      | 15         | 1872      | 1892     | 1911       |

## Gegevens
|                                   | Oorspronkelijke uitvoering    | Verbouwing                           | Verbouwing             |
| --------------------------------- | ----------------------------- | ------------------------------------ | ---------------------- |
| Aantal                            | 3                             | 1                                    | 2                      |
| Nummering                         | 13-15                         | 13                                   | 14-15                  |
| Fabrikant                         | Robert Stephenson and Company | Nederlandsche Stoomboot Maatschappij | NCS werkplaats Utrecht |
| In dienst                         | 1872                          | 1883                                 | 1892                   |
| Uit dienst                        | 1883, 1892                    | 1912                                 | 1911                   |
| Asindeling                        | 1B                            | 1B                                   | 1B                     |
| Spoorwijdte                       | 1435 mm                       | 1435 mm                              | 1435 mm                |
| Gewicht locomotief                | 31,0 ton                      | 32,5 ton                             | 37,0 ton               |
| Gewicht tender                    | 21,0 ton                      | 23,0 ton                             | 23,0 ton               |
| Middellijn drijfwielen            | 1753 mm                       | 1797 mm                              | 1797 mm                |
| Middellijn loopwielen             | 1118 mm                       | 1162 mm                              | 1162 mm                |
| Middellijn tenderwielen           | 1118 mm                       | 1162 mm                              | 1162 mm                |
| Lengte over buffers               | 13.727 mm                     | 14.135 mm                            | 14.135 mm              |
| Hoogte                            | 3986 mm                       | 4008 mm                              | 4008 mm                |
| Maximumsnelheid                   | ?                             | ?                                    | ?                      |
| Verwarmd oppervlak vuurkist       | 9 m2                          | 9 m2                                 | 10 m2                  |
| Verwarmd oppervlak vlampijpen     | 85 m2                         | 76 m2                                | 83 m2                  |
| Roosteroppervlak                  | 1,46 m2                       | 1,4 m2                               | 1,6 m2                 |
| Maximum stoomspanning             | 8,3 kg/cm2                    | 9,3 kg/cm2                           | 10,3 kg/cm2            |
| Aantal cilinders                  | 2                             | 2                                    | 2                      |
| Middellijn x slaglengte cilinders | 406 x 610 mm                  | 406 x 610 mm                         | 406 x 610 mm           |
| Stoomverdeling                    | Stephenson                    | Stephenson                           | Stephenson             |
| Waterinhoud                       | 7 m3                          | 7 m3                                 | 7 m3                   |
| Brandstofvoorraad                 | 3 ton kolen                   | 3 ton kolen                          | 3 ton kolen            |
| Trekkracht                        | 3330 kg                       | 3640 kg                              | 4030 kg                |